# Arctic Monkeys
Arctic Monkeys je čtyřčlenná anglická indie rocková hudební skupina z předměstí Sheffieldu. Jejich první dva singly „I Bet You Look Good on the Dancefloor“ a „When the Sun Goes Down“ se oba okamžitě po vydání staly jedničkou v britské singlové hitparádě a jejich první album Whatever People Say I Am, That's What I'm Not překonalo britský rekord v počtu prodaných nosičů debutující kapely v prvním týdnu prodeje. Kapela získala cenu „objev roku“ na BRIT Awards a do historie NME Awards se zapsala jako první kapela, která získala v jednom roce ocenění pro nejlepší novou kapelu a nejlepší britskou kapelu. V roce 2007 vydala své druhé album Favourite Worst Nightmare.

## Historie

### Začátky
V roce 2001, po koncertu Libertines, se dva sousedé Alex Turner a Jamie Cook rozhodli, že si k Vánocům řeknou o hudební nástroje. Oba dostali kytary. Po několika týdnech samovýuky se rozhodli, že si založí skupinu. Jako zbývající členy si Alex vybral své dva spolužáky – Andyho Nicholsona a Matta Helderse. Andy se chopil baskytary a na Matta zbyly bicí.
Nacvičovat začali v Yellow Arch Studios v Neepsendu, jejich první vystoupení se uskutečnilo 13. června 2003 v Grapes v centru Sheffieldu. Po několika vystoupeních začali nahrávat demosnímky, které vypalovali na CD a rozhazovali je na koncertech. Několik původních kousků se tedy šířilo pomocí internetu a skupina si pomalu nacházela další a další fanoušky. To skupina netušila, později se vyjádřila, že nikdy nečekala, že se jejich hudba zadarmo tak rychle rozšíří. Během necelého měsíce se Arctic Monkeys nestačili divit, když na další koncert přišlo mnohonásobně víc lidí a dokonce s nimi odzpívali všechny písničky. Postupně začala jejich popularita sílit natolik, že se o ně začali zajímat i časopisy. Když se jich Prefix Magazine zeptal na jejich profil na Myspace, tak se zarazili a divili se, co to Myspace vlastně je. Založili ho tedy jejich fanoušci a i tento tah jim vyšel skvěle, díky tomu se dostali na první příčku hitparády a vyvolali pozdvižení.
Jejich popularita rostla a na severu Británie byla obrovská. Dalo by se říct, že ovládali Rádio BBC, kde se hráli nejčastěji. V tu dobu si jich všiml i Mark „The Sheriff“ Bull, místní amatérský fotograf, který se rozhodl natočit video pro Fake Tales of San Francisco, které zveřejnil na svém webu. Na základě toho vznikla nezávislá kompilace Beneath the Boardwalk.
V květnu 2005 dostali AM první příležitost nahrát EP, Five Minutes with Arctic Monkeys, s písničkami Fake Tales of San Francisco a From the Ritz to the Rubble. Toto EP bylo v omezeném množství 500 CD a 1000 7-ičkových nahrávkách, ale bylo také ke stažení na iTunes.
Brzy poté se Arctic Monkeys představili na Carling Stage Reading & Leeds festivalu, zaměřeného na méně známé kapely. Zde sklidili značný úspěch a jejich demonahrávky se začaly šířit ještě větší rychlostí po internetu.

### Nahrávání
Po úspěších na festivalech se otevřela možnost nahrání desky. Tou dobou už měli vyprodanou koncertní šňůru napříč Velkou Británií. V říjnu 2005 dokonce vyprodali legendární Londýnskou Astorii.
V červnu 2005 podepsali smlouvu s Domino Records. Měli spoustu nabídek na smlouvu, ale pro Domino se rozhodli, protože jeho vlastník Laurence Bell rozjel toto vydavatelství na vlastní pěst ze svého bytu. Ten na tom velmi vydělal, práva na prodej jejich desek totiž odkoupili i EMI za 1.000.000 Liber a Epis pro USA za 725.000 Liber. Domino však získalo práva i pro Nový Zéland, Austrálii a Japonsko, kde se AM také velmi dobře prodávají.

### Prvotiny
První singl pod Dominem, I Bet You Look Good on the Dancefloor, byl vydán 17. října 2005 a dosáhl 1. místa v Britské singlové hitparádě, kde porazil Robbieho Williamse, Sugababes i McFly. Chvíli na to se stali hlavními hvězdami časopisu NME.
Druhým singlem se stal When the Sun Goes Down (předtím Scummy), ten byl vydán 16. ledna 2006, a také se vyšplhal na 1. místo singlové hitparády. Díky prodeji 40.000 kusů sesadili Shayne Warda. Skupina se stala nejúspěšněji debutující, k čemuž nepotřebovali žádné marketingové zázemí.
Během září 2005 dokončili své první album Whatever People Say I Am, That's What I'm Not, které vyšlo 23. ledna 2006. Ovšem už měsíc před tímto datem bylo téměř vyprodané, předobjednávky se rozjely v nejzběsilejším tempu, které Britská hudba kdy zažila.
Whatever People Say I Am, That's What I'm Not se stalo nejrychleji prodávaným debutovým albem Velké Británie, za první týden se prodalo neuvěřitelných 363.735 kopií.
I v USA se dařilo, během prvního týdne se prodalo 34.000 kopií, album se tak stalo nejrychleji prodávaným indie debutem v USA a umístilo se na 24. místě prodávaných debutů.
Kritici ve Velké Británii chválili jak jen mohli, ovšem američtí byli mnohem zdrženlivější. Když se však Arctic Monkeys předvedli před publikem v USA, kritici obrátili.
Časopis NME dokonce album označil za 5. nejlepší v historii VB!
Za toto album si skupina odnesla neuvěřitelné množství cen a stala se tak nejúspěšnější skupinou roku 2006, porazila dokonce Oasis či The Strokes.

### Odchod Andyho, příchod Nicka
Arctic Monkeys nezaháleli a 24. dubna 2006 vydali pěti písničkové EP Who the Fuck Are Arctic Monkeys?, kterým opět zasadili ránu kritikům, kteří nečekali tak rychlý návrat.
Brzy po vydání EP kapelu opustil baskytarista Andy Nicholson, který (zřejmě) z rodinných důvodů nemohl odcestovat na turné po USA. Andyho tedy nahradil Nick O'Malley ze sheffieldské skupiny The Dodgems, který byl původně pouze jako záskok, nakonec se však stal právoplatným členem.
První singl po příchodu Nicka byl Leave Before the Lights Come On, který byl vydán 14. srpna 2006. Singl se umístil na 4. místě Britské singlové hitparády, což bylo poprvé od začátku kapely, kdy se singl neumístil na 1. místě. Alex ho ze srandy nazval „černou ovcí rodiny“.
Po odehrání letních festivalů se konaly ceny Mercury. Zde měli AM horkého kandidáta ve své desce, která nakonec vyhrála tuto slavnou cenu. Arctic Monkeys tak během jediného roku dosáhli cíle, který je často považován za ten nejvyšší pro britského umělce.

### Favourite Worst Nightmare
Druhé album, Favourite Worst Nigtmare bylo vydáno 23. dubna 2007, týden po vydání singlu Brianstorm. Je znát velká změna oproti prvotině, což ostatně potvrdil i Alex. AM se postarali o pozdvižení, když uspořádali tajný koncert, na kterém představili většinu písniček z nové desky. Kritika byla i tentokrát velmi kladná.
Mezitím se skupině podařilo posbírat několik dalších mezinárodních cen, včetně nejlepšího hudebního DVD za Scummy Man.
Nové album se dostalo na 1. místo Britské hitparády a všech 12 písniček se umístilo v top 200 Britské singlové hitparády.
Dalším singlem z alba se stal „Fluorescent Adolescent“ a „Teddy Picker“. B-side na singlu „Teddy Picker“ nahráli pod pseudonymem The Death Ramps.

### Třetí album a vedlejší projekty
Po dokončení tour se skupina opět chce odebrat do nahrávacího studia a pracovat na další desce. Některé nové songy byly již zahrány na živo, jedná se o: „Sandtrap“, „The Lovers“, „Put Me in a Terror Pocket“, a „The Fire and the Thud“.
To se však bude zřejmě muset oddálit, protože Alex Turner založil s kamarádem Milesem Kanem The Last Shadow Puppets, kterým v dubnu vychází album The Age Of The Understatement.
Matt Helders je také hudebně vytížen, zřejmě si zahraje se skupinou We Are Scientists, se kterými by měl odjet turné k jejich nové desce.

## Členové

### Alex Turner
- Viz Alex Turner

### Jamie Cook
Narodil se 8. července 1985. V kapele působí jako kytarista. K Vánocům 2001 dostal svoji první kytaru. Nemá rád tisk a rozhovory.

### Matthew Helders
Matt se narodil 7. května 1986, je tedy v kapele nejmladší. Působí jako bubeník. Má ještě funkci back vokalisty. Je známý svým humorem.

### Nick O'Malley
Narodil se 5. července 1985. Do kapely přišel poté, co se Andy Nicholson rozhodl nezúčastnit se turné po Severní Americe. Jako přítel skupiny a basista The Dodgems byl navržen jako dočasná náhrada. Poté, co Andy definitivně odešel, Arctic Monkeys oznámili, že s nimi odehraje všechna letní vystoupení, v současné době je oficiálně uznán jako nový basák kapely.

## Diskografie

### Alba
- 2006 – Whatever People Say I Am, That's What I'm Not
- 2007 – Favourite Worst Nightmare
- 2009 – Humbug
- 2011 – Suck It and See
- 2013 – AM
- 2018 – Tranquility Base Hotel & Casino
- 2022 – The Car

### Singly a EP
- 2005 – Five Minutes With Arctic Monkeys
- 2005 – I Bet You Look Good On The Dancefloor
- 2006 – When The Sun Goes Down
- 2006 – Who The Fuck Are Arctic Monkeys
- 2006 – Leave Before The Lights Come On
- 2007 – Brianstorm
- 2007 – Fluorescent Adolescent
- 2007 – Teddy Picker

### DVD
- 2006 – Scummy Man
- 2008 – Arctic Monkeys Live At The Apollo